# Salmo 141

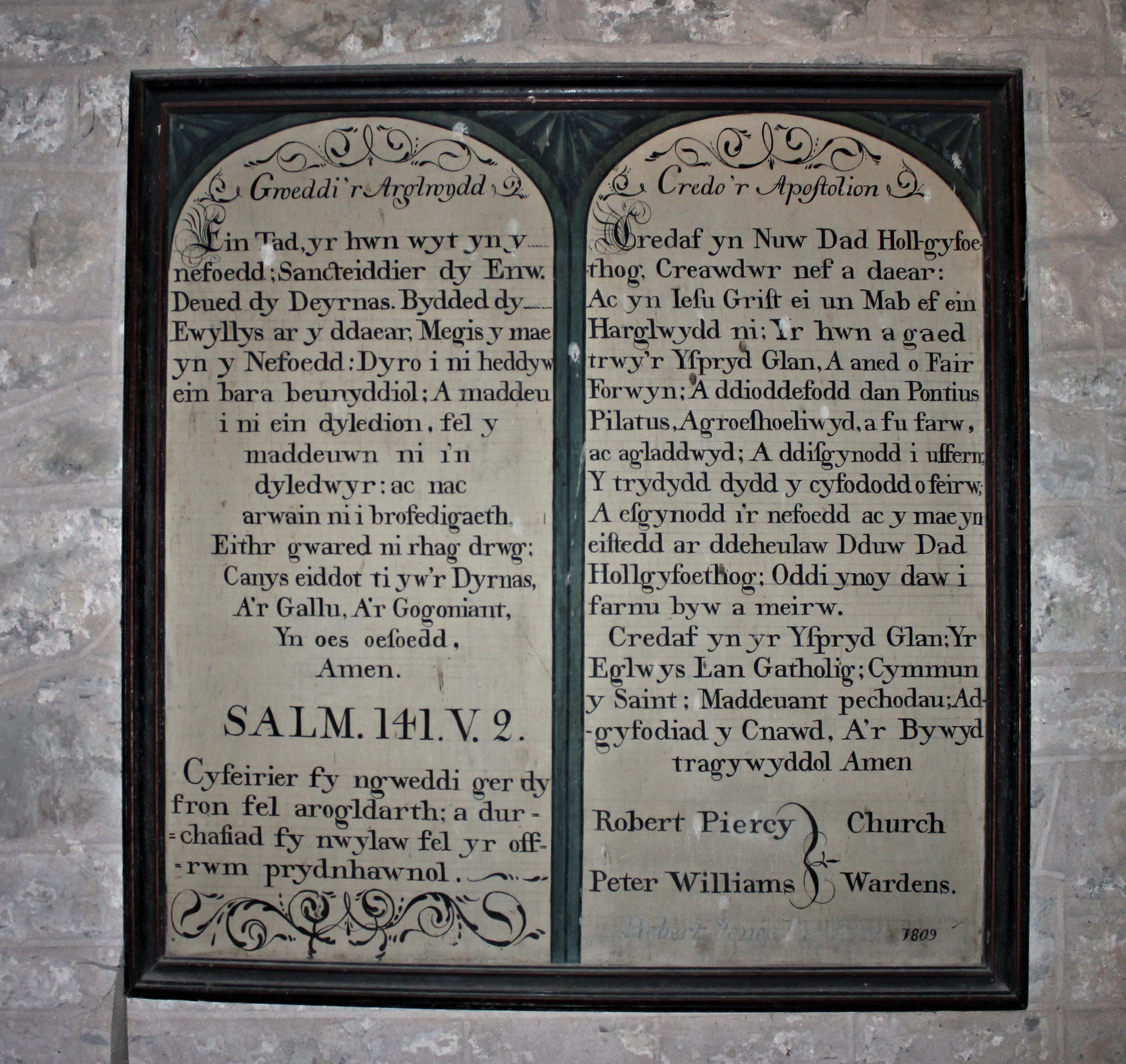
Salmo 141:2 en galés en los tablones de la pared oeste (fechado en 1809). Iglesia de Santa María, Cilcain, Flintshire, Gales del Norte.

El Salmo 141 es el salmo 141 del Libro de los Salmos, un libro de la Biblia en hebreo y del canon bíblico cristiano, que comienza en inglés en la versión de la Biblia del rey Jacobo: «Señor, a ti clamo: apresúrate a mí». En el sistema de numeración ligeramente diferente utilizado en la versión griega Septuaginta de la Biblia, y en la latina Vulgata, este salmo es el Salmo 140. En latín, se conoce como «Domine clamavi ad te exaudi me».
Se atribuye a David, una súplica a Dios no solo para que proteja al salmista de sus enemigos, sino también de la tentación de pecar. Este salmo contiene una oración para ser liberado de «las tentaciones y la opresión de los malvados», y busca «el apoyo divino para vivir una vida sin pecado», probablemente una oración de un  adorador ordinario, aunque tiene algunos indicios de ser un «salmo del rey» ofrecido durante «una campaña militar lejos de Jerusalén» (como que no puede ofrecer sacrificio en el templo en el versículo 2 y se lamenta por las pérdidas en batalla en los versículos 7).
El salmo se utiliza como parte habitual de las liturgias judía, católica, luterana, anglicana y otras liturgias protestantes; se ha puesto música, por ejemplo, en el motete final de la Missa Voce Mea compuesta por Cristóbal de Medrano en 1594.

## Texto
La siguiente tabla muestra el texto en hebreo del Salmo con vocales, junto con el texto griego koiné de la Septuaginta y la traducción al español de la Biblia del Rey Jacobo. Tenga en cuenta que el significado puede diferir ligeramente entre estas versiones, ya que la Septuaginta y el texto masorético provienen de tradiciones textuales diferentes. En la Septuaginta, este salmo está numerado como Salmo 140.
| #  | Hebreo                                                                        | Español | Griego |
| -- | ----------------------------------------------------------------------------- | --- | --- |
| 1  | מִזְמ֗וֹר לְדָ֫וִ֥ד יְהֹוָ֣ה קְ֭רָאתִיךָ ח֣וּשָׁה לִּ֑י הַאֲזִ֥ינָה ק֝וֹלִ֗י בְּקׇרְאִי־לָֽךְ׃                          | (Salmo de David.) Señor, clamo a ti; apresúrate a mí; escucha mi voz cuando clamo a ti.                                                                                    | Ψαλμὸς τῷ Δαυΐδ. - ΚΥΡΙΕ, ἐκέκραξα πρὸς σέ, εἰσάκουσόν μου· πρόσχες τῇ φωνῇ τῆς δεήσεώς μου ἐν τῷ κεκραγέναι με πρὸς σέ.                                                     |
| 2  | תִּכּ֤וֹן תְּפִלָּתִ֣י קְטֹ֣רֶת לְפָנֶ֑יךָ מַֽשְׂאַ֥ת כַּ֝פַּ֗י מִנְחַת־עָֽרֶב׃                                      | Que mi oración sea ante ti como el incienso, y el elevar mis manos como el sacrificio de la tarde.                                                                         | κατευθυνθήτω ἡ προσευχή μου ὡς θυμίαμα ἐνώπιόν σου, ἔπαρσις τῶν χειρῶν μου θυσία ἑσπερινή.                                                                                   |
| 3  | שִׁיתָ֣ה יְ֭הֹוָה שׇׁמְרָ֣ה לְפִ֑י נִ֝צְּרָ֗ה עַל־דַּ֥ל שְׂפָתָֽי׃                                           | Pon, Señor, una guardia delante de mi boca; guarda la puerta de mis labios.                                                                                                | θοῦ, Κύριε, φυλακὴν τῷ στόματί μου καὶ θύραν περιοχῆς περὶ τὰ χείλη μου. |
| 4  | אַל־תַּט־לִבִּ֨י לְדָבָ֪ר ׀ רָ֡ע לְהִתְע֘וֹלֵ֤ל עֲלִל֨וֹת ׀ בְּרֶ֗שַׁע אֶת־אִישִׁ֥ים פֹּעֲלֵי־אָ֑וֶן וּבַל־אֶ֝לְחַ֗ם בְּמַנְעַמֵּיהֶֽם׃ | No inclines mi corazón hacia nada malo, para practicar obras malvadas con hombres que hacen iniquidad; y no me dejes comer de sus manjares.                                | μὴ ἐκκλίνῃς τὴν καρδίαν μου εἰς λόγους πονηρίας τοῦ προφασίζεσθαι προφάσεις ἐν ἁμαρτίαις σὺν ἀνθρώποις ἐργαζομένοις τὴν ἀνομίαν, καὶ οὐ μὴ συνδυάσω μετὰ τῶν ἐκλεκτῶν αὐτῶν. |
| 5  | יֶ֥הֶלְמֵֽנִי צַדִּ֨יק ׀ חֶ֡סֶד וְֽיוֹכִיחֵ֗נִי שֶׁ֣מֶן רֹ֭אשׁ אַל־יָנִ֣י רֹאשִׁ֑י כִּי־ע֥וֹד וּ֝תְפִלָּתִ֗י בְּרָעוֹתֵיהֶֽם׃        | Que me castigue el justo, que sea una bondad; que me reprenda, que sea un aceite excelente, que no quebrantará mi cabeza; porque aún mi oración estará en sus calamidades. | παιδεύσει με δίκαιος ἐν ἐλέει καὶ ἐλέγξει με, ἔλαιον δὲ ἁμαρτωλοῦ μὴ λιπανάτω τὴν κεφαλήν μου· ὅτι ἔτι καὶ ἡ προσευχή μου ἐν ταῖς εὐδοκίαις αὐτῶν·                           |
| 6  | נִשְׁמְט֣וּ בִֽידֵי־סֶ֭לַע שֹׁפְטֵיהֶ֑ם וְשָׁמְע֥וּ אֲ֝מָרַ֗י כִּ֣י נָעֵֽמוּ׃                                     | Cuando sus jueces sean derrocados en lugares pedregosos, oirán mis palabras, porque son dulces.                                                                            | κατεπόθησαν ἐχόμενα πέτρας οἱ κριταὶ αὐτῶν· ἀκούσονται τὰ ῥήματά μου ὅτι ἡδύνθησαν.                                                                                          |
| 7  | כְּמ֤וֹ פֹלֵ֣חַ וּבֹקֵ֣עַ בָּאָ֑רֶץ נִפְזְר֥וּ עֲ֝צָמֵ֗ינוּ לְפִ֣י שְׁאֽוֹל׃                                      | Nuestros huesos están esparcidos a la entrada de la tumba, como cuando se corta y se parte la madera sobre la tierra.                                                      | ὡσεὶ πάχος γῆς ἐρράγη ἐπὶ τῆς γῆς, διεσκορπίσθη τὰ ὀστᾶ αὐτῶν παρὰ τὸν ᾅδην.                                                                                                 |
| 8  | כִּ֤י אֵלֶ֨יךָ ׀ יֱהֹוִ֣ה אֲדֹנָ֣י עֵינָ֑י בְּכָ֥ה חָ֝סִ֗יתִי אַל־תְּעַ֥ר נַפְשִֽׁי׃                               | Pero mis ojos están puestos en ti, oh Dios, Señor mío; en ti está mi confianza; no dejes desamparada mi alma.                                                              | ὅτι πρὸς σέ, Κύριε, Κύριε, οἱ ὀφθαλμοί μου· ἐπὶ σοὶ ἤλπισα, μὴ ἀντανέλῃς τὴν ψυχήν μου.                                                                                      |
| 9  | שׇׁמְרֵ֗נִי מִ֣ידֵי פַ֭ח יָ֣קְשׁוּ לִ֑י וּ֝מֹקְשׁ֗וֹת פֹּ֣עֲלֵי אָֽוֶן׃                                        | Guárdame de las trampas que me han tendido, y de las redes de los que hacen iniquidad.                                                                                     | φύλαξόν με ἀπὸ παγίδος, ἧς συνεστήσαντό μοι, καὶ ἀπὸ σκανδάλων τῶν ἐργαζομένων τὴν ἀνομίαν.                                                                                  |
| 10 | יִפְּל֣וּ בְמַכְמֹרָ֣יו רְשָׁעִ֑ים יַ֥חַד אָ֝נֹכִ֗י עַֽד־אֶעֱבֽוֹר׃                                         | Que los malvados caigan en sus propias redes, mientras yo escapo. | πεσοῦνται ἐν ἀμφιβλήστρῳ αὐτῶν οἱ ἁμαρτωλοί· κατὰ μόνας εἰμὶ ἐγὼ ἕως ἂν παρέλθω.                                                                                             |

### Versión Reina-Valera
1. SEÑOR, a ti clamo; apresúrate a mí; escucha mi voz cuando a ti clamo.
2. Sea presentada mi oración delante de ti como incienso; y la elevación de mis manos como el sacrificio de la tarde.
3. Pon una guardia, oh SEÑOR, delante de mi boca; guarda la puerta de mis labios.
4. No inclines mi corazón a ninguna cosa mala, a practicar obras perversas con hombres que obran iniquidad: y no me dejes comer de sus manjares.
5. Que el justo me golpee; será una bondad; y que me reprenda; será un aceite excelente, que no romperá mi cabeza; porque aún mi oración también será en sus calamidades.
6. Cuando sus jueces sean derribados en lugares pedregosos, oirán mis palabras, porque son dulces.
7. Nuestros huesos están esparcidos en la boca del sepulcro, como cuando se corta y se parte la madera en la tierra.
8. Pero mis ojos están puestos en ti, oh DIOS, Señor: en ti está mi confianza; no dejes mi alma desamparada.
9. Guárdame de las trampas que me han tendido, y de las asechanzas de los que obran iniquidad.
10. Que los malvados caigan en sus propias redes, mientras que yo me escapo.

## Comentarios

### De la Iglesia católica

#### A todo el salmo
Este salmo retoma y profundiza la oración del perseguido ya presente en el anterior (cf. Sal 140,2–6), pero añade un elemento nuevo: el ruego para mantenerse lejos del pecado (cf. vv. 3–4). En ambos salmos aparecen referencias a partes del cuerpo —labios, manos, corazón, cabeza— lo que muestra la implicación total del orante y justifica su cercanía dentro del conjunto de salmos atribuidos a David. La oración comienza con una súplica intensa para ser escuchado por Dios (vv. 1–2), seguida por una primera petición: no caer en la maldad (vv. 3–4). En el centro del salmo (v. 5), el salmista manifiesta su disposición a dejarse corregir por los justos y a volver a Dios cuando sea atacado. Luego describe el destino de los malvados (vv. 6–7) y concluye con una segunda súplica: ser protegido de sus trampas (vv. 8–10). La primera petición —no ceder al mal— se refleja en la oración cristiana cuando se dice: «No nos dejes caer en la tentación y líbranos del mal» (Mt 6,13). Del mismo modo, la apertura del salmista a la corrección fraterna (v. 5) es una actitud que el Evangelio alienta en la vida comunitaria del creyente.

#### A los versículos 1-2
El salmista confía en que Dios acoge con agrado las ofrendas y sacrificios presentados en el Templo, y pide que su oración sea recibida del mismo modo. Agustín de Hipona interpreta estas palabras refiriéndolas a Jesucristo de la siguiente manera:

Suba mi oración como incienso en tu presencia, el alzar de mis manos como ofrenda de la tarde. Cualquier cristiano sabe que esto suele referirse a la misma cabeza de la Iglesia. Pues, cuando ya el día declinaba hacia su atardecer, el Señor entregó, en la cruz, el alma que después había de recobrar, porque no la perdió en contra de su voluntad; también nosotros estábamos representados allí. (…) Por tanto, la ofrenda de la tarde fue la pasión del Señor, la cruz del Señor, la oblación de la víctima saludable, el holocausto acepto a Dios. Aquella ofrenda de la tarde se convirtió en ofrenda matutina por la resurrección.

#### A los versículos 3-10
En su oración, el salmista pide, ante todo, ser preservado de decir palabras dañinas o actuar con maldad. Reconoce que su fidelidad al bien depende del auxilio de Dios. Prefiere recibir correcciones sinceras de los justos antes que dejarse seducir por elogios de los malvados, y se compromete a acudir siempre al Señor ante sus ataques. El texto original en hebreo es difícil de interpretar; por eso, siguiendo la versión de los Setenta, se ha optado por traducir «óleo del impío» en lugar de «ungüento de la cabeza». Este versículo cobra mayor claridad si se entiende desde la enseñanza evangélica sobre la corrección fraterna.

El ejercicio de la corrección fraterna es la mejor manera de ayudar, después de la oración y del buen ejemplo.

El salmista tiene claro que el final de los malvados es la ruina y la muerte. En el versículo 7, los Setenta traducen «como piedra de molino estrellada por tierra» en lugar de «como leños partidos...». Además, el texto hebreo dice «nuestros huesos» en vez de «sus huesos», lo que sugiere que este lamento podría ser de los propios impíos al enfrentar la muerte. En contraste, el justo no se resigna al desastre, sino que eleva una súplica al Señor pidiendo ser salvado y conservar la vida.

## Análisis
Los versículos 6-7 («Cuando sus jueces son derribados en lugares pedregosos...» en la KJV, o «arrojados desde los acantilados» en la Nueva Versión Internacional) probablemente estén corruptos, y los eruditos llaman a su traducción una suposición.
Los versículos 8-10 expresan una súplica de ayuda contra los perseguidores, en términos similares a los del Salmo 140 (cf. Salmo 35:8), y una enseñanza de sabiduría para mantenerse alejado de las malas compañías (versículo 4) es similar al Salmo 1. C. S. Rodd sugiere que hay dos conjuntos de peticiones en la oración, los versículos 5-7 y los versículos 8-10, aunque el versículo 5 podría leerse como perteneciente a la segunda petición.  Alexander Kirkpatrick sugiere que la última línea del versículo 5 podría leerse como una oración «contra sus malas acciones» o «en medio» de ellas.
Los «gins» (es decir, «motores») en el texto de la KJV del versículo 9 traducen מקשות, que se traduce como «trampas» en traducciones más recientes (NRSV, NASB).

## Usos

### Catolicismo
Es una de las oraciones de las primeras vísperas del domingo de la primera semana en la Liturgia de las horas. Para facilitar la comprensión se le asigna a cada salmo un título en rojo (rúbrica) que no forma parte del salmo. El título del Salmo 141 es Oración ante el peligro.

### Iglesia ortodoxa oriental
Como el versículo 2 compara la oración con un sacrificio vespertino, este salmo se convirtió en parte de la liturgia cristiana desde muy temprano. Juan Crisóstomo indica que se cantaba todos los días. Como parte de la liturgia practicada en Constantinopla, se conserva en la Liturgia de los Dones Presantificados. 
Como parte de la liturgia, también tiene numerosas adaptaciones musicales, incluidas composiciones rusas (Да исправится молитва моя) de Dmitry Bortniansky, Mikhail Glinka, Aleksandr Grechaninov y Pavel Chesnokov.

### Iglesia ortodoxa copta
En el Agpeya, el Libro de Horas de la Iglesia Copta, este salmo se reza en la oficina de Completas y la tercera vigilia del oficio de medianoche. También está en la oración del Velo, que generalmente solo rezan los monjes.

### Otro
El texto latino («Dirigatur oratio mea») está adaptado en una gradual de Johann Michael Haydn (MH 520) y en un motete de Orlande de Lassus.
El Lutheran Service Book y el Evangelical Lutheran Worship destacan el salmo en sus servicios de oración vespertina.

## Acompañamientos musicales
Heinrich Schütz compuso una paráfrasis métrica del Salmo 141 en alemán, «Herr, mein Gott, wenn ich ruf zu dir», SWV 246, para el Salterio Becker, publicado por primera vez en 1628.